# Japanska musikinstrument
Japanska musikinstrument avser instrument som spelats i Japan sedan lång tid tillbaka vare sig de ursprungligen stammar från Japan eller inte, och modernare musikinstrument som utvecklats ur dessa.

## Några välkända japanska instrument
- Shakuhachi
- Shamisen
- Taiko
- Koto
- Biwa